# Rasmus Wranå
Rasmus Wranå (ur. 15 listopada 1994 w Sztokholmie) – szwedzki curler, mistrz olimpijski z Pekinu 2022, wicemistrz olimpijski z Pjongczangu 2018, mistrz świata i Europy.
Jest drugim w drużynie Niklasa Edina.

## Życie prywatne
Rasmus Wranå jest synem curlera Matsa Wrany. Dyscyplinę tę na poziomie międzynarodowym uprawia również jego siostra Isabella. Rasmus rozpoczął uprawiać curling w 2003. W 2017 odniósł kontuzję łąkotki w lewym kolanie.

## Wyniki
- igrzyska olimpijskie
  - Pjongczang 2018 – 2. miejsce
  - Pekin 2022 – 1. miejsce
- mistrzostwa świata mężczyzn
  - Edmonton 2017 – 2. miejsce
  - Las Vegas 2018 – 1. miejsce
  - Lethbridge 2019 – 1. miejsce
  - Calgary 2021 – 1. miejsce
  - Las Vegas 2022 – 1. miejsce
  - Ottawa 2023 – 5. miejsce
- mistrzostwa świata mikstów
  - 2015 - 2. miejsce
- mistrzostwa świata par mieszanych
  - 2024 – 1. miejsce[1]
- mistrzostwa Europy
  - 2016 - 1. miejsce
  - 2017 - 1. miejsce
  - 2018 - 2. miejsce
  - 2019 - 1. miejsce
- igrzyska olimpijskie młodzieży
  - 2012 - 4. miejsce
- mistrzostwa świata juniorów
  - 2016 - 6. miejsce